# Maison Kolin
La maison Kolin est une ancienne demeure bourgeoise située dans la ville suisse de Zoug. Elle forme l’extrémité méridionale des habitations bordant à l’est la place Kolin.

## Histoire
L’édifice est construit en 1665 par l’apothicaire Damian Müller ab Lauried à l’angle de la place Kolin, puis complété en 1689. Sur la façade nord, la porte d’entrée monumentale comporte un linteau dont le millésime 1689 est encadré du monogramme christique IHS et des lettres MARIA, renvoyant à Marie. Au-dessus, dans un fronton brisé, figurent les armoiries Lauried-Müller et Widmer, richement ornementées.

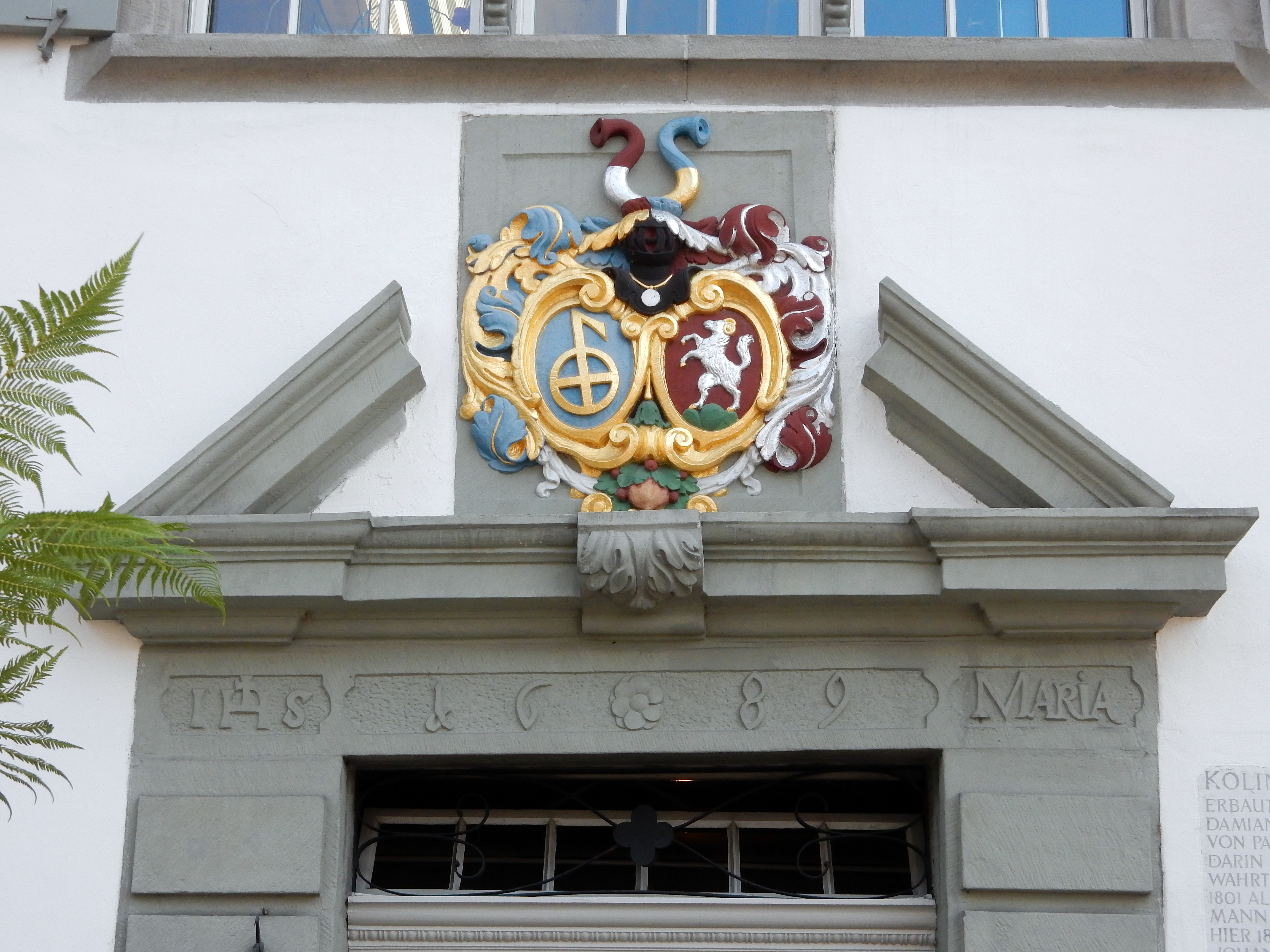
Zoug, maison Kolin, porte 1689